# سيراس باسي
سيراس باسي هو محامي وضابط وسياسي أمريكي، ولد في 5 أكتوبر 1833 في هوبارد في الولايات المتحدة، وتوفي في 2 مارس 1915 في واشنطن العاصمة في الولايات المتحدة. نشط حزبياً في الحزب الديمقراطي. وقد انتخب عضو مجلس ولاية آيوا ‏.